# Janne Corax

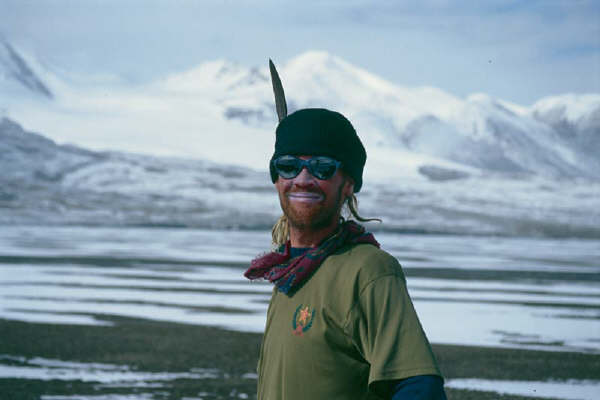
Janne Corax med Kunlunbergen i bakgrunden.

Janne Corax, född 1967, är en svensk cyklist, långfärdscyklist, bergsklättrare och äventyrare från Målilla. Han har rest i mer än 110 länder och cyklat mer än 82 500 km. Han har specialiserat sig på Tibet, genom vilket han har gjort flera expeditioner.
År 2003 genomförde han den första cykelfärden genom den väglösa Chang Tang platån. Platån är obebodd och ligger på 5 000 meters höjd i norra Tibet. Expeditionen genomförde han med sin dåvarande sambo, Nadine Saulnier. Hon blev dessutom den första kvinnan att över huvud taget ha korsat platån. Expeditionen utmynnade i ett trettiominuters avsnitt i National Geographics serie Into The Unknown. Avsnittet kallades Too Tired. Janne Corax har varit först med flera bestigningar i Tibet:
- Den 26 juni 2007 besteg han och Nadine Saulnier Kung Oskars fjäll, 6323 m. Det är ett avlägset berg i Tibet som nåddes efter 28 dagars cykling genom vildmarken.[2][3] Berget fick sitt svenska namn av upptäcktsresanden Sven Hedin.

- Den 2 september 2007 besteg han och Jeff Garnand Sirenshou, 6 214 m och den 12 september nådde de 6 370 m.

- Den 6 oktober 2007 besteg han nordöstra och högsta toppen av Toze Kangri, 6 369 m. Det var den andra toppen han besteg efter att två dagar tidigare bestigit sydvästra, 6366 m och två dagar senare besteg han Toze Pyramiden 6028 m och hade därmed varit först på tre toppar över 6 000 inom fyra dagar.

- Den 12 mars 2008 besteg han vintertid ensam Jietanzhouma i centrala Tibet, 6028 m, möjligen den första bestigningen av berget någonsin.

## Utmärkelser
- 2008 utsågs han och Nadine Saulnier till årets äventyrare av tidningen Outside.[1]